# Ero mongolica
Espèce
Ero mongolica est une espèce d'araignées aranéomorphes de la famille des Mimetidae.

## Distribution
Cette espèce est endémique de Mongolie-Intérieure en Chine,. Elle se rencontre dans la bannière gauche de Bairin.

## Description
Le mâle holotype mesure 4,33 mm et la femelle paratype 5,62 mm.

## Systématique et taxinomie
Cette espèce a été décrite par Cai, Wang et Zhang en 2023.

## Étymologie
Son nom d'espèce lui a été donné en référence au lieu de sa découverte, la Mongolie-Intérieure.

## Publication originale
- (zh) Cai, Wang et Zhang, « [A new species of Ero C. L. Koch, 1836 (Araneae: Mimetidae)] », Acta Arachnologica Sinica, Chine, vol. 32, no 2,‎ novembre 2023, p. 106-109 (ISSN 1005-9628, lire en ligne, consulté le 3 décembre 2023).